# RBMS2
RBMS2 (англ. RNA binding motif single stranded interacting protein 2) – білок, який кодується однойменним геном, розташованим у людей на 12-й хромосомі. Довжина поліпептидного ланцюга білка становить 407 амінокислот, а молекулярна маса — 43 959.
| 10         |  | 20         |  | 30         |  | 40         |  | 50         |
| ---------- |  | ---------- |  | ---------- |  | ---------- |  | ---------- |
| MLLSVTSRPG |  | ISTFGYNRNN |  | KKPYVSLAQQ |  | MAPPSPSNST |  | PNSSSGSNGN |
| DQLSKTNLYI |  | RGLQPGTTDQ |  | DLVKLCQPYG |  | KIVSTKAILD |  | KTTNKCKGYG |
| FVDFDSPSAA |  | QKAVTALKAS |  | GVQAQMAKQQ |  | EQDPTNLYIS |  | NLPLSMDEQE |
| LEGMLKPFGQ |  | VISTRILRDT |  | SGTSRGVGFA |  | RMESTEKCEA |  | IITHFNGKYI |
| KTPPGVPAPS |  | DPLLCKFADG |  | GPKKRQNQGK |  | FVQNGRAWPR |  | NADMGVMALT |
| YDPTTALQNG |  | FYPAPYNITP |  | NRMLAQSALS |  | PYLSSPVSSY |  | QRVTQTSPLQ |
| VPNPSWMHHH |  | SYLMQPSGSV |  | LTPGMDHPIS |  | LQPASMMGPL |  | TQQLGHLSLS |
| STGTYMPTAA |  | AMQGAYISQY |  | TPVPSSSVSV |  | EESSGQQNQV |  | AVDAPSEHGV |
| YSFQFNK    |  |            |  |            |  |            |  |            |

A: Аланін

C: Цистеїн

D: Аспарагінова кислота

E: Глутамінова кислота

F: Фенілаланін

G: Гліцин

H: Гістидин

I: Ізолейцин

K: Лізин

L: Лейцин

M: Метіонін

N: Аспарагін

P: Пролін

Q: Глутамін

R: Аргінін

S: Серин

T: Треонін

V: Валін

W: Триптофан

Кодований геном білок за функцією належить до фосфопротеїнів. 
Задіяний у такому біологічному процесі, як ацетилювання. 
Білок має сайт для зв'язування з РНК. 
Локалізований у ядрі.